# Pulau Biaro
Pulau Biaro (indonesiska: Wanua Biaro) är en ö i Indonesien.   Den ligger i provinsen Sulawesi Utara, i den nordöstra delen av landet, 2 300 km öster om huvudstaden Jakarta. Arean är 24,0 kvadratkilometer.
Terrängen på Pulau Biaro är lite kuperad. Öns högsta punkt är 341 meter över havet. Den sträcker sig 7,2 kilometer i nord-sydlig riktning, och 8,5 kilometer i öst-västlig riktning.